# شهرستان توره‌قرغان
ناحیهٔ توره‌قرغان (به ازبکی: To'raqo'rg'on tumani، تۉره قۉرغان تومانی) یک منطقهٔ مسکونی در ازبکستان است که در ولایت نمنگان واقع شده‌است. ناحیه توره‌قرغان ۳۳۰ کیلومتر مربع مساحت و ۱۹۳٬۳۳۰ نفر جمعیت دارد.